# Clube Naval (Rio de Janeiro)
O Clube Naval é uma agremiação de oficiais da Marinha do Brasil, com sede e foro no Rio de Janeiro. Sem fins lucrativos, a organização define suas finalidades como “estreitar os laços... entre os oficiais da Marinha e entre estes e os das demais forças armadas”, “promover o aprimoramento social, cultural e técnico-profissional dos sócios” e “difundir os resultados de estudos sobre assuntos técnico-profissionais e científicos, ligados à profissão marítima em geral e à segurança nacional, levados a efeito no Clube Naval”.
A fundação do Clube em 1884 foi antecedida por tentativas infrutíferas de organizar os oficiais em defesa de seus interesses, como o Clube da Marinha, criado em 1871 e fechado no ano seguinte pelo governo, que o considerava uma ameaça à disciplina militar. A instituição permitiria à oficialidade “recrear-se pelo estudo e pelos exercícios corporais, aperfeiçoando-se no manejo de armas”. Em 1887, os salões do Clube Naval foram usados pelos organizadores do Clube Militar, uma organização de oficiais de todas as forças. Essas duas associações e o Clube da Aeronáutica não realizam somente atividades sociais e culturais. Desde sua fundação elas também participam do cenário político, às vezes conjuntamente.

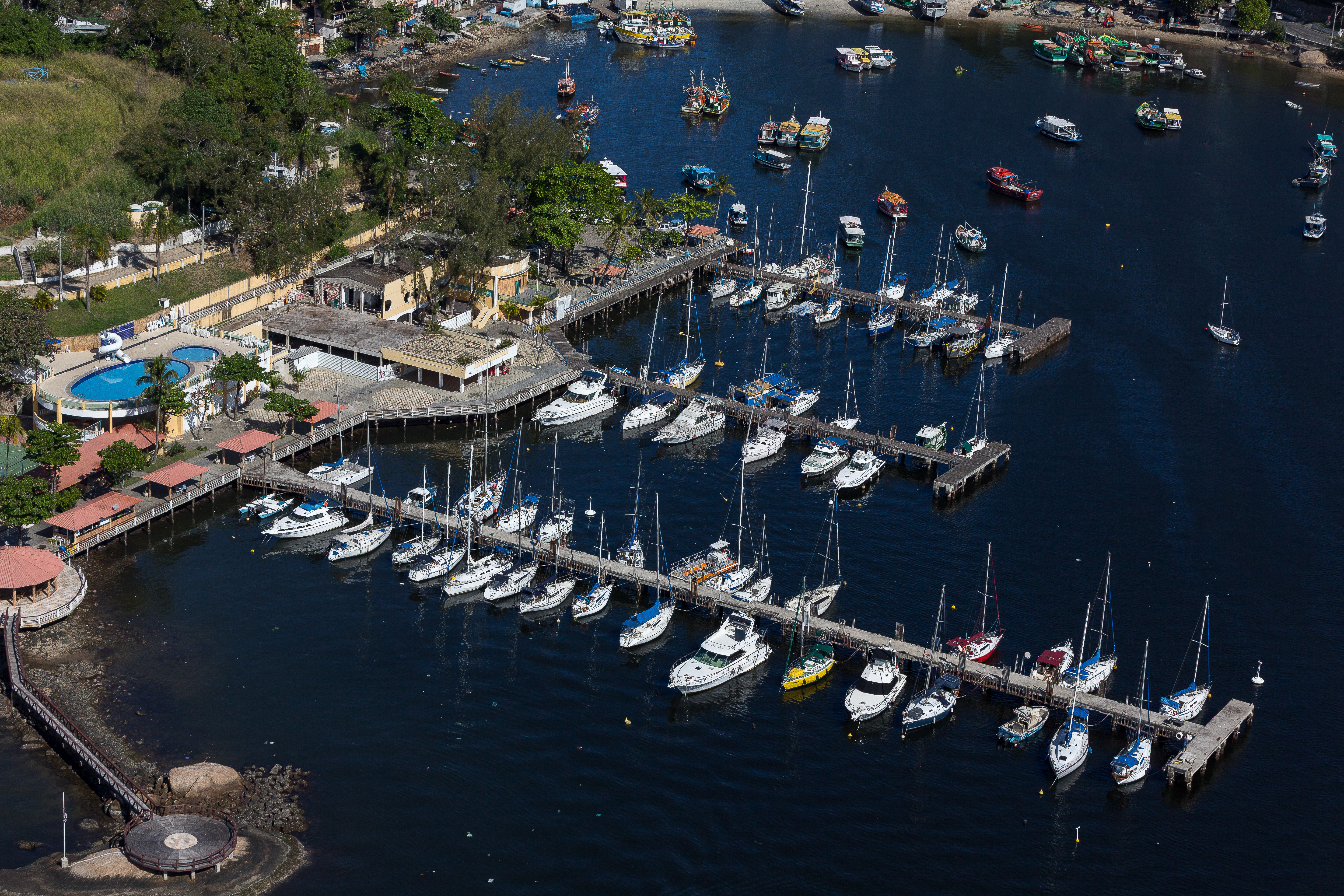
Sede náutica em Niterói

A sede social do Clube é um edifício em estilo eclético projetado pelo arquiteto italiano Tommaso Gaudenzio Bezzi. Inaugurado na Avenida Rio Branco em 1910, é um dos prédios históricos remanescentes desse período, tombado pelo Instituto Estadual do Patrimônio Cultural desde 1987. O Clube tem mais duas sedes, a esportiva (Piraquê), na Lagoa Rodrigo de Freitas, Rio de Janeiro, e a náutica, no bairro de Charitas, Niterói.